# Карасуський сільський округ (Аксуський район)
Карасу́ський сільський округ (каз. Қарасу ауылдық округі, рос. Карасуский сельский округ) — адміністративна одиниця у складі Аксуського району Жетисуської області Казахстану. Адміністративний центр — село Кенжира.
Населення — 1377 осіб (2021; 1316 у 2009, 1821 у 1999, 2328 у 1989).
Станом на 1989 рік існувала Карасуська сільська рада (села Єнбек, Кенжира, Тарис).

## Склад
До складу округу входять такі населені пункти:
| Населений пункт | Населення, осіб (1989) | Населення, осіб (1999) | Населення, осіб (2009) | Населення, осіб (2021) |
| --------------- | ---------------------- | ---------------------- | ---------------------- | ---------------------- |
| Єнбек, село     | 531                    | 425                    | 330                    | 326                    |
| Кенжира, село   | 1253                   | 957                    | 661                    | 718                    |
| Тарас, село     | 544                    | 439                    | 325                    | 333                    |